# MS Dorine
MS Dorine – jeden z czterech bliźniaczych masowców zbudowanych dla PŻM w stoczni w Warnie w latach 1995–1998; obecnie pływa pod banderą cypryjską.
Podstawowe dane jednostki:
- długość: ~186,5 m
- szerokość: ~30 m
- nośność: ~41 200 DWT
- zanurzenie konstrukcyjne: ~11,5 m
- prędkość: 14 węzłów

Do tej serii statków należą również:
- MS Delia
- MS Diana
- MS Daria